# René Waldeck-Rousseau
René Waldeck-Rousseau (* 27. April 1809 in Avranches; † 17. Februar 1882 in Nantes) war Anwalt und Bürgermeister von Nantes. 
Von April 1848 bis Mai 1849 war er republikanischer Abgeordneter in der verfassunggebenden Nationalversammlung. Von 1870 bis 1871 und von 1874 bis 1875 war er Bürgermeister von Nantes. Er ist der Vater des Politikers Pierre Waldeck-Rousseau.